# Alasdair White
Alasdair White (Lewis, 1983) is een Schotse muzikant, geboren op het eiland Lewis, een van de Gaelic sprekende Buiten-Hebriden, waar muziek en cultuur een belangrijke plaats innemen. White is al vanaf zijn dertiende jaar een prijswinnende violist en was in 1999 met zijn zestien jaar een van de jongste leden van The Battlefield Band. Naast viool speelt hij ook fluit, banjo, bouzouki, Highland pipes, Small Pipes en Bodhrán. Viool spelen doet hij op de "North-west" Scottish style, stoelend op de doedelzak-traditie.

## Discografie
Naast zijn albums met The Battlefield Band is er zijn solo-album:
- An Clár Geal - The White Album